# (541119) 2018 RE17
(541119) 2018 RE17 es un asteroide perteneciente al cinturón de asteroides descubierto el 12 de septiembre de 2007 por el equipo del Catalina Sky Survey desde el Catalina Sky Survey, Arizona, Estados Unidos.

## Designación y nombre
Designado provisionalmente como 2018 RE17.

## Características orbitales
2018 RE17 está situado a una distancia media del Sol de 3,143 ua, pudiendo alejarse hasta 3,695 ua y acercarse hasta 2,591 ua. Su excentricidad es 0,175 y la inclinación orbital 9,007 grados. Emplea 2035,87 días en completar una órbita alrededor del Sol.

## Características físicas
La magnitud absoluta de 2018 RE17 es 16,2. 